# 알렉산드로스 1세 (에페이로스)
알렉산드로스 1세(고대 그리스어: Ἀλέξανδρος Α' τῆς Ἠπείρου, 기원전 370년 - 기원전 331년) 또는 알렉산드로스 몰로소스(고대 그리스어: Ἀλέξανδρος ὁ Μολοσσός, Alexander Molossus)는 에페이로스 아이아키데스 왕조의 왕이다.
네오프톨레모스 1세의 아들 중 하나로 올림피아스의 남자 형제이다. 또한 알렉산더 대왕의 외삼촌이며, 피로스의 삼촌이다. 그는 그리스 풍이 몸에 익은 이후 마케도니아의 필리포스 2세의 궁전에서 어린 시절을 보냈다. 약 20세의 나이에, 필리포스는 삼촌인 아림바스를 폐위시킨 후에 그를 에피로스의 왕으로 앉혔다.
기원전 337년, 필리포스 2세가 그녀를 내쳤을 때, 그녀는 친정으로 갔고, 필리포스를 상대로 전쟁을 일으키도록 부추겼다.
그러나 몰로소스는 그녀의 시험을 거절했고, 기원전 336년, 필리포스의 딸 클레오파트라를 아내로 삼음으로써 필리포스와 제2차 동맹을 맺었다. 결혼식에서 필리포스 2세는 오레스티스의 파우사니아스에게 암살을 당한다.
기원전 334년, 알렉산드로스 1세는 마그나 그라이키아에 있는 타라스의 그리스 식민지의 요청으로 이탈리아로 건너간다.